# 立川大和
立川 大和（たちかわ ひろかず、1985年4月7日 - ）は、日本の元子役。東京都出身。劇団東俳に所属していた。

## 概要
『七星闘神ガイファード』で一躍有名になり、子役として主に特撮に出ることが多かった。

## 出演

### テレビドラマ
- 花の乱（1994年） - 細川聡明丸 役

### 特撮
- 超力戦隊オーレンジャー（1995年） - －春樹 役
- 七星闘神ガイファード（1996年） - 九条優 役
- ウルトラマンティガ（1996年） - シンイチ 役
- ビーファイターカブト（1996年） - BFファンの子供 役

### 舞台
- 不知火検校（1994年） - 杉の市 役